# تصويت من السيارة
التصويت من السيارة هي طريقة للتصويت في الانتخابات عن طريق تسليم أوراق الاقتراع مكتملة البيانات من خلال وضعها في أحد صناديق الاقتراع المنتشرة على الطريق. ويعد التصويت من السيارة أحد الطرق البديلة لذهاب الناخبين شخصيًا إلى مراكز الاقتراع أو التصويت الإلكتروني عبر نظام تصويت إلكتروني أو التصويت بالبريد. وعلى الرغم من أن هذا النوع من التصويت يُعرف باسم "التصويت من السيارة"، فإنه يمكن أن يتم سيرًا على الأقدام، ولكن الممارسة الأكثر شيوعًا من السيارة.
تعتمد طريقة التصويت من السيارة على ما توفره من راحة للناخب مقارنة بالطرق التقليدية للتصويت. ويمكن استخدامها لتوفير ساعات كثيرة للتصويت كما يمكن أن يكون الصندوق متوفرًا على مدار الساعة. وهذا الأسلوب من التصويت متاح للناخبين على نطاق محدود منها مدرسة مقاطعة ألدورادو بولاية كاليفورنيا وانتخابات عام 2008 حيث استخدم أكثر من 500 ناخب صناديق الاقتراع المنتشرة على الطرق.

## العيوب
أثيرت مخاوف بشأن التصويت في صندوق على الطريق والتصويت بالبريد. فهذا النظام يحظى بحماية أقل مما يتطلبه ضمان إجراء اقتراع سري، حيث يُدلي الناس بأصواتهم خارج مراكز الاقتراع المؤمنة. بالإضافة إلى أنه يمكن العبث بالصناديق أو تخريبها إذا ما تركت دون مراقبة.
يمكن أن يكون التصويت من السيارة وسيلة لمنع التلاعب بالانتخابات من خلال جهود شارك بالانتخابات على سبيل المثال، في مواثيق الدولة للمجتمع التي بموجبها تنقل الدولة بالحافلة مؤيدي قضية أو مرشح إلى مراكز الاقتراع وتعيدهم مرة أخرى.